# Bataille de Pékin (1900)
Pour les articles homonymes, voir Bataille de Pékin.
Révolte des Boxers
Batailles
m
- Temple Senluo (en)
- Légations de Pékin (en)
- 1re intervention (en)
- Langfang (en)
- Forts de Taku
- Massacre de Blagovechtchensk
- Massacre de Taiyuan (en)
- Tianjin
- Beicang (en)
- 2e intervention (en)
- Yangcun (en)
- Pékin
- Beitang (en)
- Shanhaiguan (en)
- Mandchourie

La bataille de Pékin s'est déroulée le 14 et 15 août 1900. Une force multinationale a mis fin au siège des légations étrangères pendant la révolte des Boxers.

## Situation
Début août, l'annonce par un messager de la survie des concessions de Pékin, et de l'urgence à leur porter secours, constitue une forte surprise. Mais ce n'est que le 4 ou 5 août que les Alliés décident de se remettre en marche avec une armée de 20 000 hommes (après trois semaines de retard et l'arrivée de renfort) pour aller secourir les légations assiégées. Cette force importante permet à son commandant, le général britannique Sir Alfred Gaselee (en), de marcher sur Pékin, le long du Peï-Ho.
Un premier combat fut livré à Peï-Tsang (en) le 5 août, forte position enlevée par les Japonais. Après le combat, les Allemands, les Autrichiens et les Italiens revinrent à Tien-Tsin ; les Français (800 hommes du général Frey), les Anglais, les Américains, les Russes et les Japonais poursuivent leur marche. À Yang Tsun (en) le 6 août, 1500 Chinois sont délogés de leur retranchement après quatre heures de combat coûtant aux Alliés 450 tués et blessés. La colonne arrive devant Pékin le 14 août, non sans avoir dû livrer une nouvelle bataille à Tongzhou le 12 août.

## Forces de l'Alliance
- - Empire de Russie : 4 300 fantassins, cosaques et artillerie
  - France : 800 hommes (deux bataillons du 11e RIC, un bataillon du 9e RIC et trois batteries d'artillerie)
  - Empire du Japon : 8 000 hommes
  - États-Unis: 2 500 soldats et marines, artillerie
  - Royaume-Uni : 3 000 fantassins, cavaliers et artillerie

## Déroulement

### Libération du quartier des Légations
Les chefs de détachement interalliés avaient décidé qu'un dernier conseil de guerre serait tenu pour régler l'entrée des troupes :
- Les Russes par la porte la plus au nord, le Tung Chih (Dongzhi)
- les Japonais par la porte du Sud, le Chi Hua (Chaoyang)
- les Américains par le Tung Pein (Dongbien)
- les Britanniques, plus au sud, par le Sha Wo (Guangqui).
- L'entrée des Français, qui ont une demi-journée de retard, n'est pas planifiée.

Le 14 août, à 3 h du matin, les Russes attaquent avec l'artillerie la porte assignée aux Américains, le Dongbien, tuent 30 soldats chinois, mais dans des feux croisés meurtriers, perdent 26 hommes et 102 blessés.

Au matin, les Américains, devancés par les Russes, déplacent leurs troupes 200 mètres plus au sud, prennent d'assaut le mur extérieur et gagnent le quartier des Légations où ils arrivent vers 16 h 30.

Pendant ce temps, les Japonais avaient rencontré plus de résistance devant leur porte et durent employer l'artillerie. 

Pour les Britanniques, l'entrée fut plus facile en empruntant un canal de drainage passant au-dessous du mur et les menant devant les Légations.

Dans la soirée, la cour chinoise ayant quitté le palais impérial la veille, le Siège des Légations était fini.

### Libération duPé-Tangou Beitang (北堂, cathédrale du Nord)
La colonne française arriva le 15 août à la Légation et se dirigea vers le Pé-Tang, quartier isolé autour de la cathédrale assiégé par les Boxers et l'armée chinoise depuis le 15 juin. La défense de la cathédrale était assurée par 28 prêtres étrangers et nonnes, 43 soldats français et italiens et 3 400 catholiques chinois.
Vers 17 h, la colonne de secours renforcée par des Russes, Sikhs et Japonais installe son bivouac contre les murs de la Cité impériale, vers la Porte Jaune. Au matin du 16, après la canonnade de la porte, les Russes et les Japonais pénètrent dans le Peitang, les Français escaladant le mur Jaune. Les chrétiens de monseigneur Favier sont libérés après cinquante-huit jours de siège.

## Suite des opérations
Sur les instances de Mgr Favier, une nouvelle colonne fut envoyée aux environs de Tong-Tchéou à l'Est de Pékin pour dégager les missions catholiques menacées par les Boxers. Tout se passa bien et sans effusion de sang.
Pendant tout le mois d'août et une partie du mois de septembre, des troupes s'embarquèrent en Europe pour la Chine, une division chacune pour la France et l'Allemagne. Sur ces entrefaites, le général Frey, dont la santé était très éprouvée, retourna à Takou pour attendre l’arrivée du général Voyron et rentrer en France.
À la suite d'une entente entre les puissances, le commandement suprême des forces alliées fut confié au feld-maréchal de Waldersee ; la division française sous les ordres du général Voyron conserva son autonomie.
En octobre, le général Bailloud arriva à Pao-Ting-Fou (sur la voie ferrée au sud-ouest de Pékin) avec la 2e brigade métropolitaine et une autre colonne française, en novembre, occupait les tombeaux de la dynastie des Ming.

## Décoration
PEKIN 1900 est inscrit sur le drapeau des régiments français cités lors de cette bataille.